# Grotte du Château de Saint-Didier
La grotte du Château de Saint-Didier est une cavité située sur la commune de Valernes dans les Préalpes de Digne, département des Alpes-de-Haute-Provence.

## Spéléométrie
Le développement de la cavité est de 304 m.

## Géologie
La cavité s'ouvre dans les conglomérats des terrasses quaternaires de la Durance. Il s'agit d'un phénomène dit parakarstique probablement dû à la nature du ciment des conglomérats.

## Description
La cavité possède trois entrées et se développent sous les falaises qui supportent le château de Saint-Didier. Il existe un mur dans l’entrée médiane s'ouvrant sur la vallée de la Durance ; il était probablement destiné à détourner les eaux des bras de la Durance afin qu’elles ne pénètrent pas dans la grotte. Le but était peut-être la conservation de l’éperon de conglomérat sur lequel est édifié le château de Saint-Didier. En effet, les galeries se développent non loin du versant et ont tendance à saper les parois de conglomérats.